# Yao Yuting
Yao Yuting (ur. 7 kwietnia 1985) – chińska judoczka.
Startowała w Pucharze Świata w 2009. Srebrna medalistka mistrzostw Azji w 2009 roku.